# Diadromus pulchellus
Diadromus pulchellus là một loài tò vò trong họ Ichneumonidae.